# Ischnosiphon caudatus
Ischnosiphon caudatus är en strimbladsväxtart som beskrevs av Bengt Lennart Andersson. Ischnosiphon caudatus ingår i släktet Ischnosiphon och familjen strimbladsväxter. Inga underarter finns listade.